# هاري يونسون
هاري يونسون (بالسويدية: Harry Jönsson)‏ هو لاعب كرة قدم سويدي في مركز الهجوم، ولد في 28 نوفمبر 1943 في السويد. لعب مع نادي مالمو.

## وصلات خارجية
- هاري يونسون على موقع قاعدة بيانات كرة القدم.إي يو (الإنجليزية)